# Kalendarium wojska polskiego 1700–1764

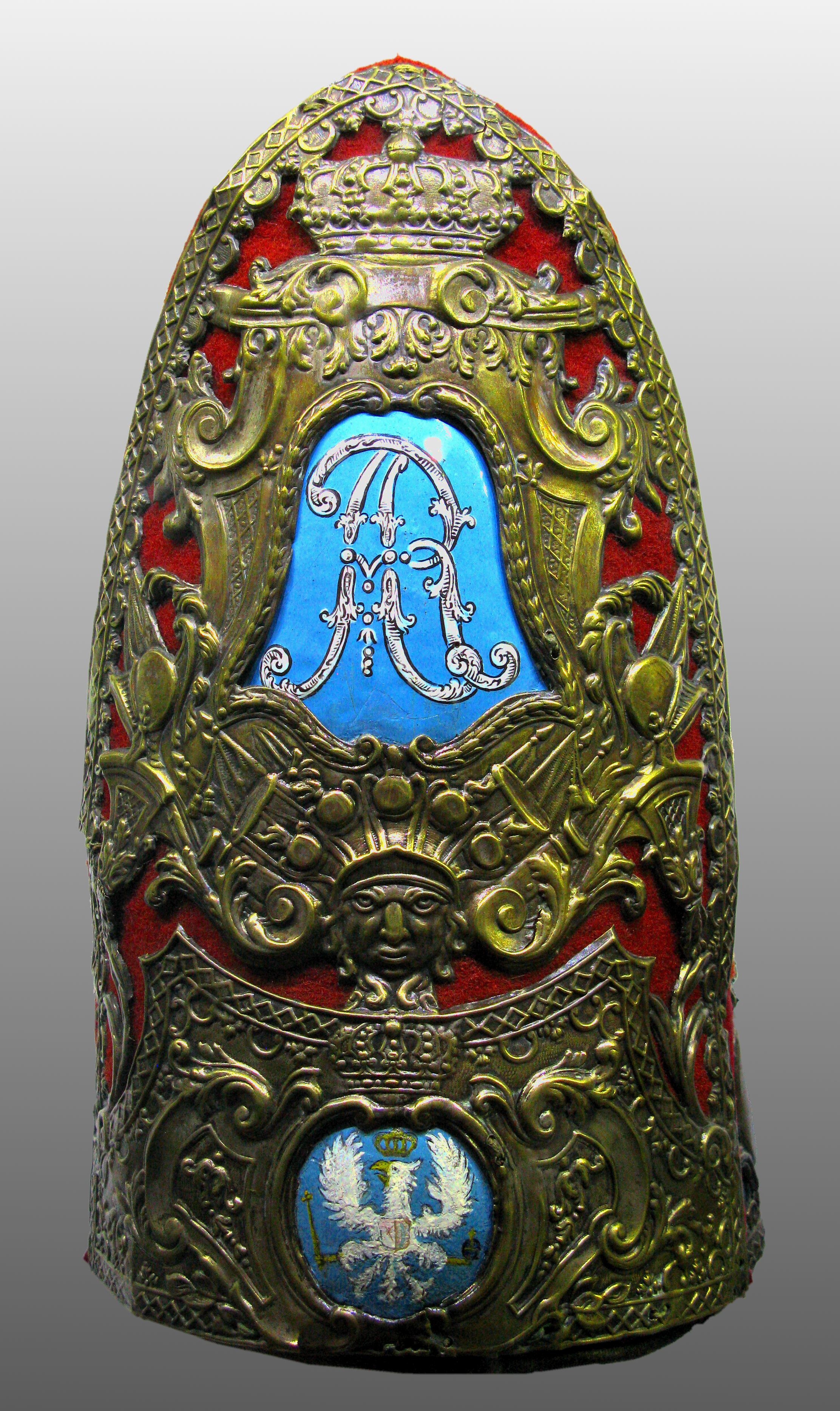
Grenadierka gwardii pieszej koronnej

Kalendarium wojska polskiego 1700–1764 – wydarzenia w wojsku polskim w latach 1700–1764.

## 1702
19 lipca
- zwycięstwo Szwedów nad armią sasko-polską pod Kliszowem[1][2]

## 1704
- zwycięstwo pod Pułtuskiem Karola XII nad Augustem, zajęcie Krakowa i Torunia przez wojska szwedzkie[3]

## 1705
31 lipca
- klęska jazdy polsko-saskiej w bitwie ze Szwedami pod Warszawą[1]

## 1706
29 października
- zwycięstwo wojsk polsko-sasko-rosyjskich nad Szwedami pod Kaliszem[1]

## 1708
21 listopada
- zwycięstwo konfederatów sandomierskich nad stronnikami Leszczyńskiego pod Koniecpolem[1]

## 1713
- August II Mocny wprowadza wojska saskie do Polski[4].

## 1716
23/24 lipca
- zdobycie Poznania nocnym szturmem przez konfederatów tarnogrodzkich[1]

2 października
- klęska wojsk konfederackich w bitwie z Sasami pod Kowalewem[1]

## 1733
- do Polski z pomocą Augustowi III wkraczają wojska rosyjskie[5].

## 1734
17 stycznia–9 lipca
- oblężenie Gdańska przez wojska rosyjskie zakończone kapitulacją miasta 29 maja[1][5]

20 kwietnia
- klęska wojsk polskich w bitwie z Rosjanami pod Ossowem (Wyszyczynem)[1]